# Søndersø Kirke
Søndersø Kirke ligger placeret i den vestlige del af Søndersø. I Kirken findes der en række kalkmalerier fra middelalderen.

## Kirken
Kirken var i middelalderen viet til Sankt Peter og Paulus. Kirken består af romansk Kor og skib opført af granitkvadre over dobbeltsokkel. Sydportalen er tilmuret, den retkantede nordportal er stadig i brug. Et romansk vindue med monolitoverligger er bevaret i korets nordmur. O.1400 blev sydkapellet tilbygget, o.1500 blev koret udvidet mod øst og nordkapellet tilføjet, så kirken i dag fremstår med korsarme. Til udbygningerne har man genbrugt kvadre fra de nedrevne åbninger, i korets mur har man indsat bælter med kvadre og hvidkalkede mursten. Våbenhuset er formodentlig opført samtidig med nordkapellet. Tårnet er opført i senmiddelalderen formodentlig efter reformationen. Oprindelig havde tårnet gavle mod nord-syd, som i 1753 blev erstattet af et pyramidespir. Dørfløjen mellem våbenhuset og skibet bærer årstallet 1483 og en lang minuskelindskrift i smedede bogstaver samt våben for Cecilia Bernikesdatter Skinkel.
Samtidig med udbygningen i begyndelsen af 1500-tallet fik kirken indbygget hvælv. Sydkapellet åbner sig mod skibet ved en rundbuet åbning. Altertavlens maleri er udført af Stefan Viggo Pedersen i 1949, alterbordets panelværk og altertavlens ramme er udført af Hans Georg Skovgaard i 1949. Prædikestolen i senrenæssance er fra o.1635 og bærer våben for Eiler Høeg og Else Krabbe. I stoleværket ses enkelte gavle fra o.1575 med våben for Viffert og Bryske. I sydkapellet ses et tidligere altertavlemaleri fra 1700-tallet. I koret ses en figursten med anevåben over Elisabeth Bryske (død 1582) samt en figursten med anevåben over Gert Bryske (død 1552) og Anne Viffert (død 1586).

## Kalkmalerier
Nordkapellet har oprindeligt været et Maria-kapel. Kalkmalerierne dateres til 1500-20, og udført af Brarupmesteren. De blev afdækket og restaureret af Eigil Rothe Rothe (slægt) i 1899 og genrestaureret af Egmont Otto Lind i 1933. I nordkappen ses Bebudelsen, på nordvæggen Gregormessen og Marias himmelkroning, på østvæggen ses Madonna i solgissel, i østkappen har man afdækket Besøgelsen, som dog atter blev overkalket, i sydkappen ses Fødslen, i vestkappen ses Kongernes tilbedelse.
Når man træder ind i nordkapellet ser man først Bebudelsen i nordkappen samt Gregormessen og Marias himmelkroning på nordvæggen. Bebudelsen er fremstillet som Gabriels jagt. Gabriel med horn jager en enhjørning, hans hunde forfølger dyret, som kun kan fanges, hvis det møder en jomfru. Så lægger det sit hoved i jomfruens skød og lader sig indfange. Gabriel, hundene og Maria er bevaret, men enhjørningen mangler. Øverst ses Gudfader, hvorfra Helligåndsduen flyver ned mod Maria.
På nordvæggen mod vest ses Pave Gregors vision, den såkaldte Gregormesse. Under en messe ser pave Gregor, at Kristus på krucifikset pludselig begynder at bløde, og blodet flyder ned i kalken. To messedrenge knæler sammen med Gregor, til højre og venstre ses kardinaler og biskopper. Denne Gregormesse minder om Gregormessen på hovedalteret i Århus Domkirke. På nordvæggen mod øst ses Marias himmelkroning. Maria sidder tronende flankeret af Kristus og Gud som holder kronen over hendes hoved.
På østvæggen mod nord ses Maria i solgissel, også kaldet den apokalyptiske Madonna (Johannes' Åbenbaring). Maria står på et månesegl, hun bærer barnet og omkranses af en solgissel samt en rosenkrans og fire evangelistsymboler. Gregormessen og Den apokalyptiske Madonna har forbindelse til aflad. En bøn foran Gregormessen var i sig selv forbundet med store aflad, og Rosenkransordenens stifter Alanus de Rupe (1428-75) mente at bøn foran et billede af Gregormessen i forbindelse med et rosenkransalter ville give 60.000 års aflad for tre rosenkranse. På grund af den kraftige afladsdyrkelse, blev netop Gregormesser og apokalyptiske Madonnaer ødelagt efter Reformationen. I den østre hvælvkappe har man afdækket Besøgelsen, som dog atter er blevet overkalket.
I sydkappen ses Fødslen. Den landskabelige baggrund har stor dybde og mange små realistiske detaljer, som kan minde om den hollandske realisme. Byen i baggrunden er en realistisk skildring af en by o.1500, bemærk kirken med to tårne. Barnet ligger i strålekrans midt i billedet, en reminiscens fra Birgittas vision. Til venstre står æsel og okse i stalden ved en krybbe (uden Jesusbarn). Josef er vågen og virker aktiv. Under Josef ser man nogle små skibe på vej ind i havne, er det de hellige tre konger, som kommer sejlende.
I vestkappen ses Kongernes tilbedelse. Billedet kan minde om flere af de store nederlandske fremstillinger af Kongernes tilbedelse. Josef er igen en aktiv del af sceneriet, han sover ikke. I baggrunden ses en by, som skal forestille Jerusalem, bemærk "Golgatahøjen" med galgelignende konstruktioner, som formodentlig skal symbolisere rejsningen af korsene til Korsfæstelsen. Byarkitekturen er ikke dansk men minder mere om en tysk by. Casper knæler foran Maria med barnet, Melchior og Baltazar står med gaverne bag Casper, Melchior peger normalt op mod stjernen, her peger han mod Jesusbarnet. Melchior er skildret frontalt, hvilket ofte er tilfældet med fyrsteportrætter, er Melchior og Baltazar portrætter af donator og han søn ? På Claus Bergs altertavle i Bregninge på Ærø og i Sankt Knuds kirke i Odense ses Kong Hans og sønnen Christian (senere Christian II), disse altertavler dateres begge til o.1520, samtidig med kalkmalerierne i Søndersø kirke. Kong Hans og dronning Christine boede ofte på kongsgården i Næsbyhoved skov, og Christine har bestilt altertavlerne til Bregninge og Sankt Knud, desuden menes korbuekrucifikset i Skamby Kirke også at være en bestilling fra Christine, muligheden er til stede, at Christine også har stået bag kalkmalerierne i Søndersø, men portrætterne i Søndersø minder ikke om portrætterne på Claus Bergs altertavler.
Den romanske granitfont har på kummen Kristus in Majestas, Peter og Paulus samt to løver, på den firkantede fod ses djævleagtige hjørnehoveder.

## Billedgalleri
- Søndersø Kirkes døbefont.
- Kalkmaleri af Jomfru Maria
- Jomfru Maria, Jesusbarnet og de tre vise mænd

## Eksterne kilder og henvisninger
- Wikimedia Commons har flere filer relateret til Søndersø Kirke
- Slægtstavler for Gert Bryske og Anne Viffert på gravstenogepitafier.dk
- Slægtstavler for Eiler Høeg og Else Krabbe på gravstenogepitafier.dk
- Søndersø Kirke Arkiveret 15. september 2011 hos  Wayback Machine på nordenskirker.dk
- Søndersø Kirke på KortTilKirken.dk
- Søndersø Kirke på danmarkskirker.natmus.dk (Danmarks Kirker, Nationalmuseet)